# Кућа Петра Туцаковића у Честину
Кућа Петра Туцаковића у Честину, насељеном месту на територији општине Кнић, представља непокретно културно добро као споменик културе, одлуком Владе Републике Србије бр. 633-8416/2003. од 18. децембра 2003. године.
Кућа је саграђена у првој половини 19. века о чему сведоче поједини елементи градње и грађевински детаљи, као и казивање власника да је година градње 1817. године била урезана у надвратник који је временом промењен. Подигнута је као кућа задружне породице Туцаковић чији је најпознатији члан, Петар Туцаковић, био устаник и позната личност кнез Милошеве Србије. Као способан устаник постао је буљубаша кнежевих момака, „кабадахија”, да би као капетан Груже и пуковник у стајаћој војсци био постављен за члана Земаљског савета.
Саграђена је у бондрук систему са испуном од чатме, а лоцирана је на благо закошеном терену искоришћеном за подрум. Постављена је на плитким темељима од ломљеног и притесаног камена. Зидови су јој од чатме, са испуном од плетера и земље, облепљени блатним малтером, окречени у бело. Карактерише је пространи трем подухваћен са седам храстових стубова од којих један има јастук, са оградом од профилисаног шашовца, завршен доксатом. Кров је четворосливан, блажег нагиба, покривен ћерамидом.
Кућа је троделне просторне структуре која се састоји од „куће”, собе и гостињске собе. Са трема се улази у гостињску собу и „кућу”, а из ње у малу собу, насталу вероватно, накнадном преградњом. Уз преградни зид између „куће” и гостињске собе налази се зидано огњиште.